# Progress MS-25
Progress MS-25 (ryska: Прогресс МС-25) eller som NASA kallar den, Progress 86 eller 86P, är en flygning av en rysk obemannad rymdfarkost för att leverera förnödenheter, syre, vatten och bränsle till Internationella rymdstationen (ISS). Den sköts upp med en Sojuz-2.1a-raket, från Kosmodromen i Bajkonur, den 1 december 2023.
Två dagar senare dockade den med rymdstationens Pojsk modul.
Farkosten lämnade rymdstationen den 28 maj 2024 och brann upp i jordens atmosfär den 29 maj 2024.

### Fotnoter
1. ↑  ”NASA Space Science Data Coordinated Archive” (på engelska). NASA. https://nssdc.gsfc.nasa.gov/nmc/spacecraft/display.action?id=2023-184A. Läst 16 mars 2024.
2. 1 2  ”Russian space program in 2023” (på engelska). Anatoly Zak. 23 november 2023. http://www.russianspaceweb.com/2023.html. Läst 23 november 2023.